# 中国共産党第一次全国代表大会会址
中国共産党第一次全国代表大会会址（ちゅうごくきょうさんとうだいいちじぜんこくだいひょうたいかいかいし、簡: 中国共产党第一次全国代表大会会址）は、中国の上海にある博物館。中国の5A級観光地（2021年認定）。略称は、中共一大会址（ちゅうきょういったいかいし、簡: 中共一大会址）。
この建物は新天地の興業路76号（かつてのフランス租界の Rue Wantz、望志路106号）にあり、1921年7月23日から中国共産党第一次全国代表大会が開かれた歴史的な石庫門建築である。
各階1室ずつのこの建物は、大会当時は上海代表の李漢俊とその兄の自宅であり、階下の応接室に会議用のテーブルを用意して席順を決めずに代表たちが着席し、活動状況の報告、党綱領の検討、今後の活動方針について討議した。
新中国設立後の1952年に革命の聖地として記念館に改修され、1971年に増築されて建築面積900平方メートルとなっている。当時の会議室の様子を再現しているほか、中国の歴史、上海の歴史、中国共産党の設立にまつわる出来事に関する展示も行なっている。
この博物館へは、上海軌道交通の一大会址・黄陂南路駅から南へ、一大会址・新天地駅から東へ徒歩で行くことができる。

## ギャラリー

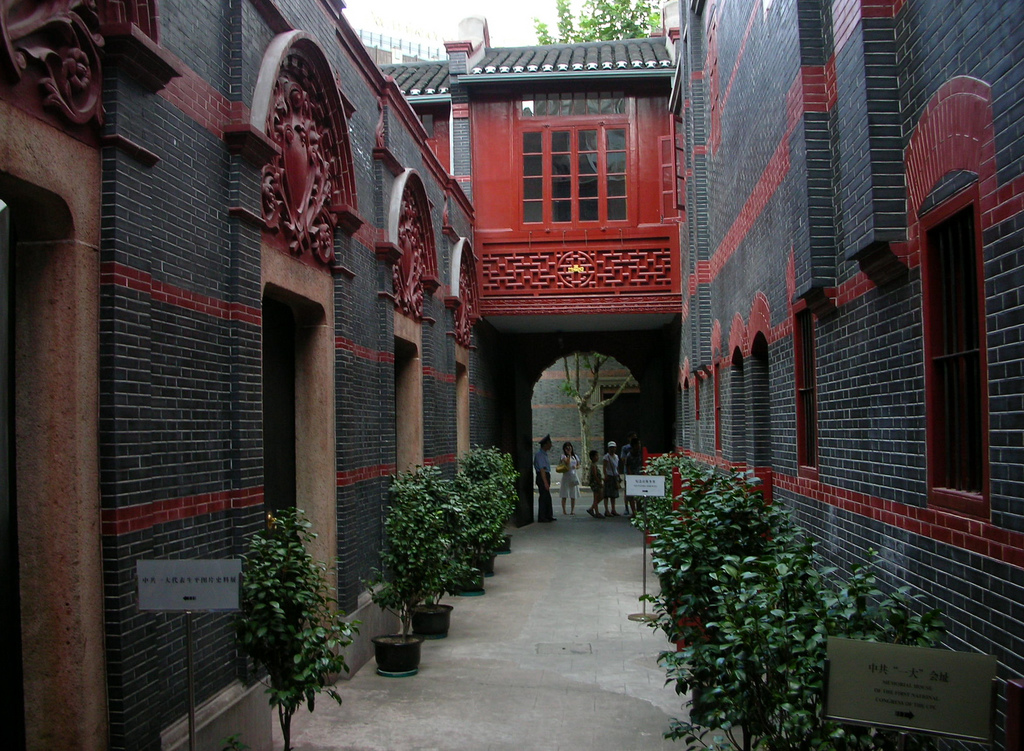
内側の路地。
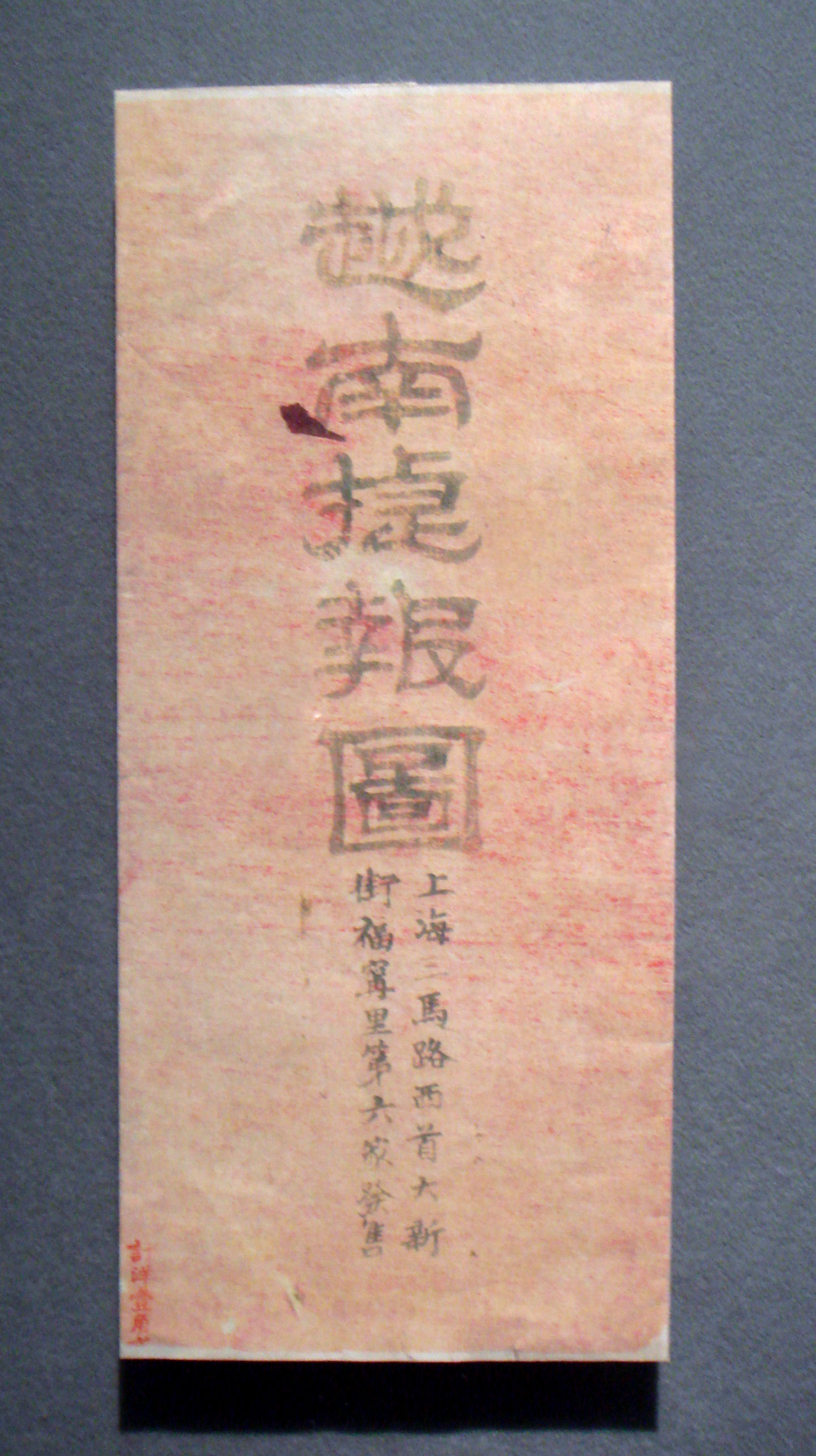
清仏戦争に関する中国語の文献。1883年-1885年に上海で出版された。
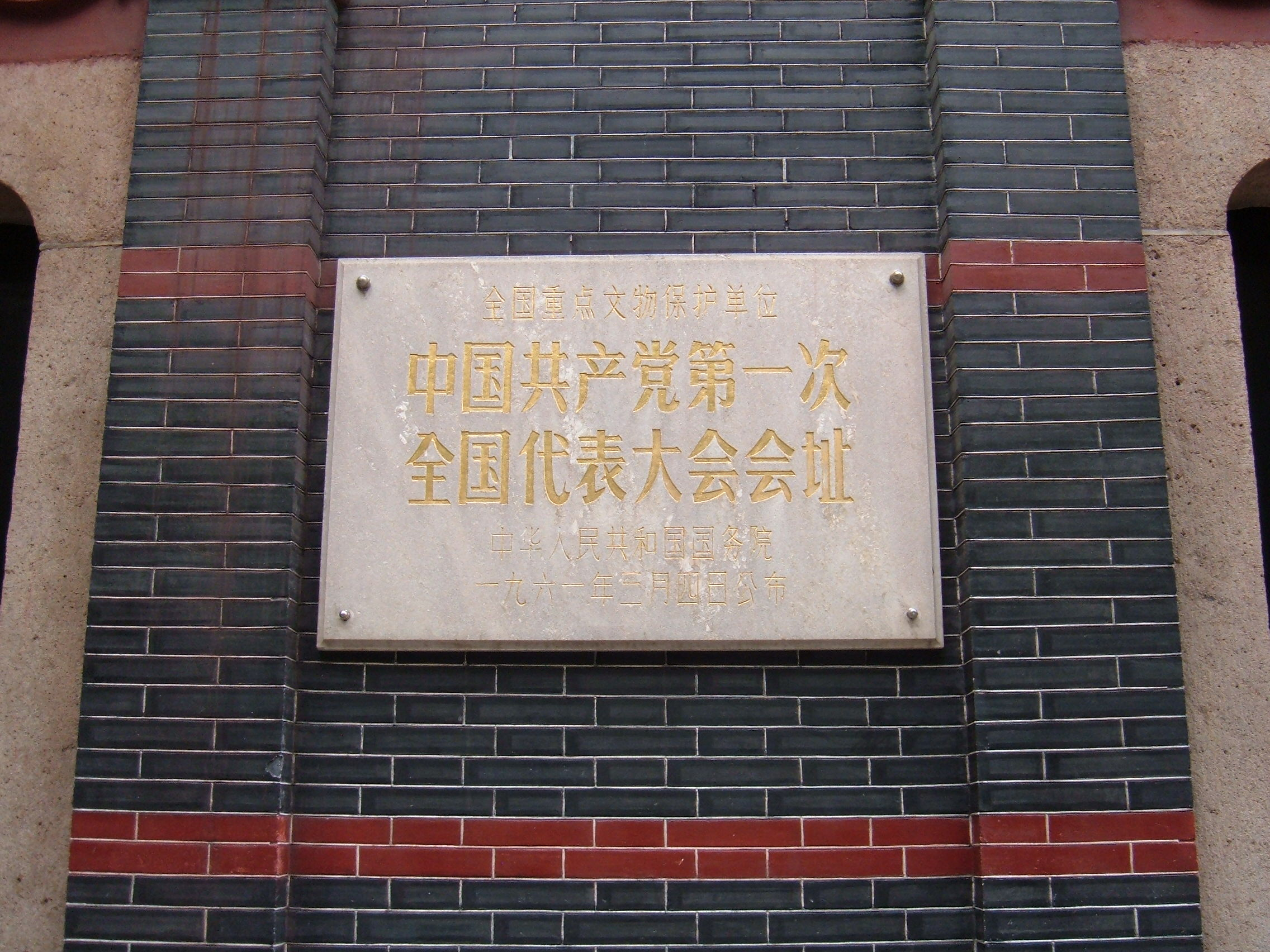
中国共産党第一次全国代表大会の記念額。
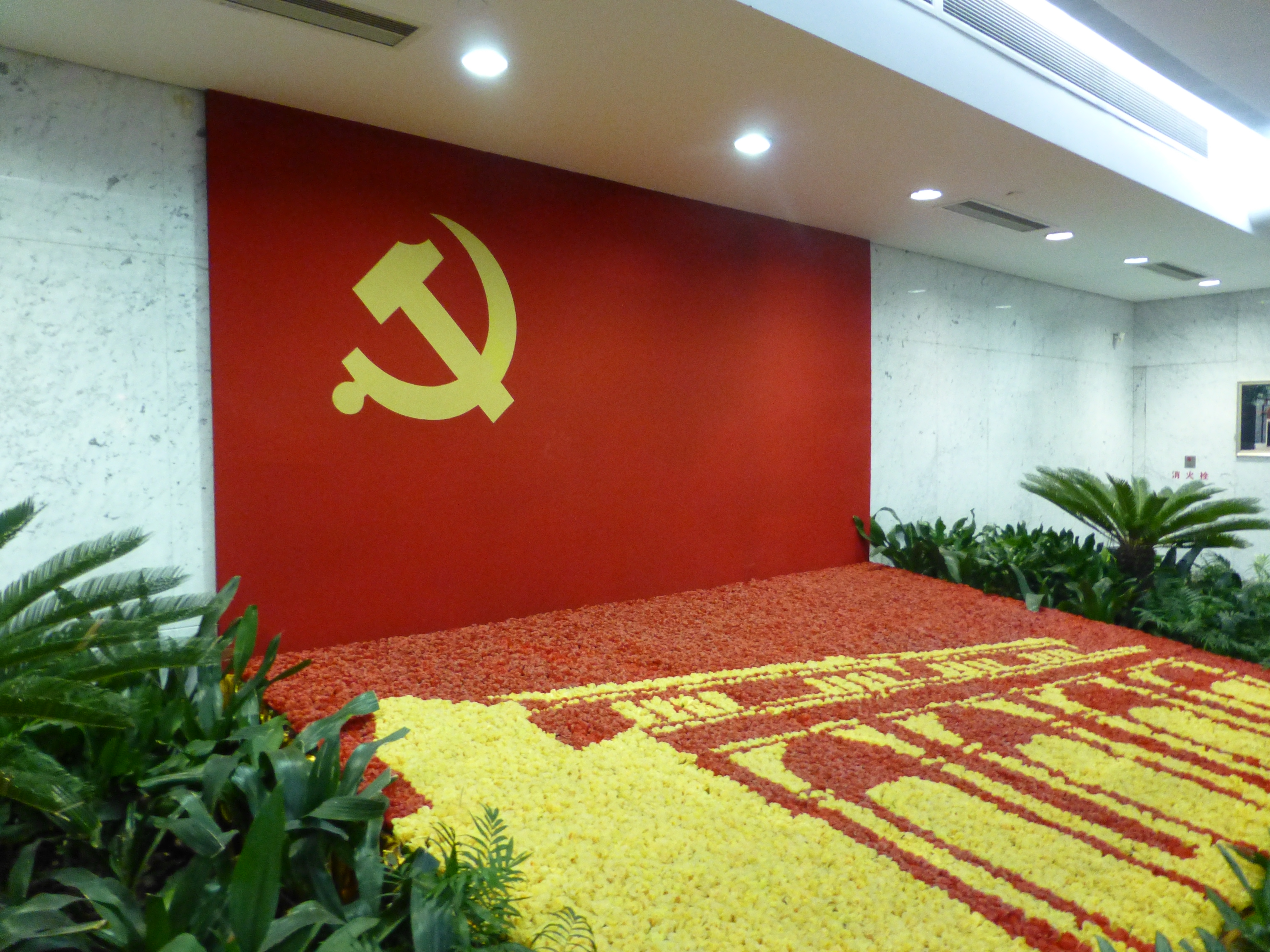
党旗と生け花をあしらったエントランスホール。